# Ritz-Carlton Philadelphia
The Ritz-Carlton Philadelphia es un hotel de lujo y un complejo residencial en Center City, Filadelfia, Pensilvania, Estados Unidos. Comprende tres edificios contiguos: el Girard Trust Bank, en la esquina noroeste de las calles South Broad y Chestnut; el Girard Trust Building, en la esquina suroeste de South Broad Street y South Penn Square; y The Residences en el Ritz Carlton, en 1414 South Penn Square.

## Girard Trust Bank

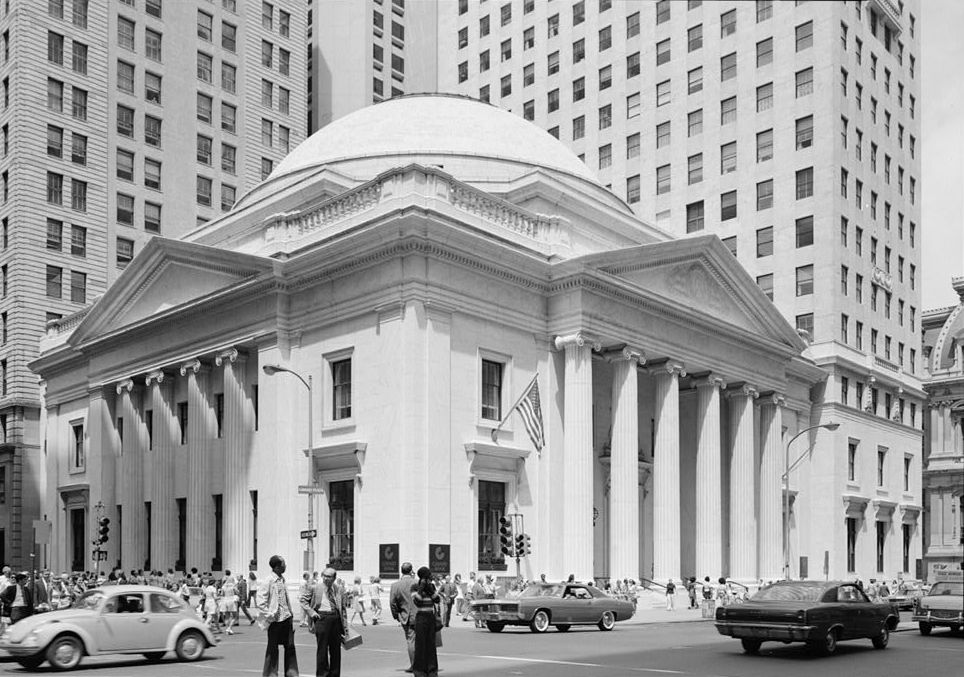
Banco Girard Trust.

Girard Trust Bank – también conocido como Girard Trust Corn Exchange Bank Building – se construyó como sede y sucursal principal de Girard Bank, una empresa fundada en 1811. El edificio Beaux Arts se inspiró en el Panteón de Roma y fue concebido por el arquitecto Frank Furness. La comisión fue compartida entre la firma de Filadelfia de Furness, Evans & Company y la firma de Nueva York de McKim, Mead & White. El edificio se inició en 1905 y se completó en 1907.
Mientras que su cúpula de mampostería es semiesférica en el exterior, el interior es octogonal. La altísima Main Banking Room de 4 pisos se utiliza como restaurante y salón de baile del hotel.

## Girard Trust Building
Girard Trust Building – también conocido como Girard Trust Company Office Building – es un rascacielos de 394 pies (120 metros) y 30 pisos frente al Ayuntamiento. Fue diseñado por McKim, Mead & White, y construido como edificio de oficinas en 1930-31. Más tarde pasó a llamarse Two Mellon Plaza. El One Meridian Plaza adyacente (construido en 1972, dañado por un gran incendio en 1991, demolido en 1999) estaba conectado a este edificio. Poco después de la demolición de One Meridian Plaza, el edificio se convirtió en 2000 en un hotel Ritz-Carlton de 330 habitaciones. Los responsables de la conversión del edificio son James Garrison y el Dr. George C. Skarmeas.
Está ubicado en el sitio que antes ocupaba el West End Trust Building (1898-1928) de Furness, Evans & Company.

## Las residencias en el Ritz Carlton
En el antiguo sitio de One Meridian Plaza se encuentra The Residences at the Ritz Carlton, construido en 2009.